# Macroclinium escobarianum
Macroclinium escobarianum là một loài thực vật có hoa trong họ Lan. Loài này được Dodson ex Pupulin mô tả khoa học đầu tiên năm 2000.